# Borgo San Pietro (Petrella Salto)
Borgo San Pietro è una frazione del comune di Petrella Salto, in provincia di Rieti.

## Descrizione

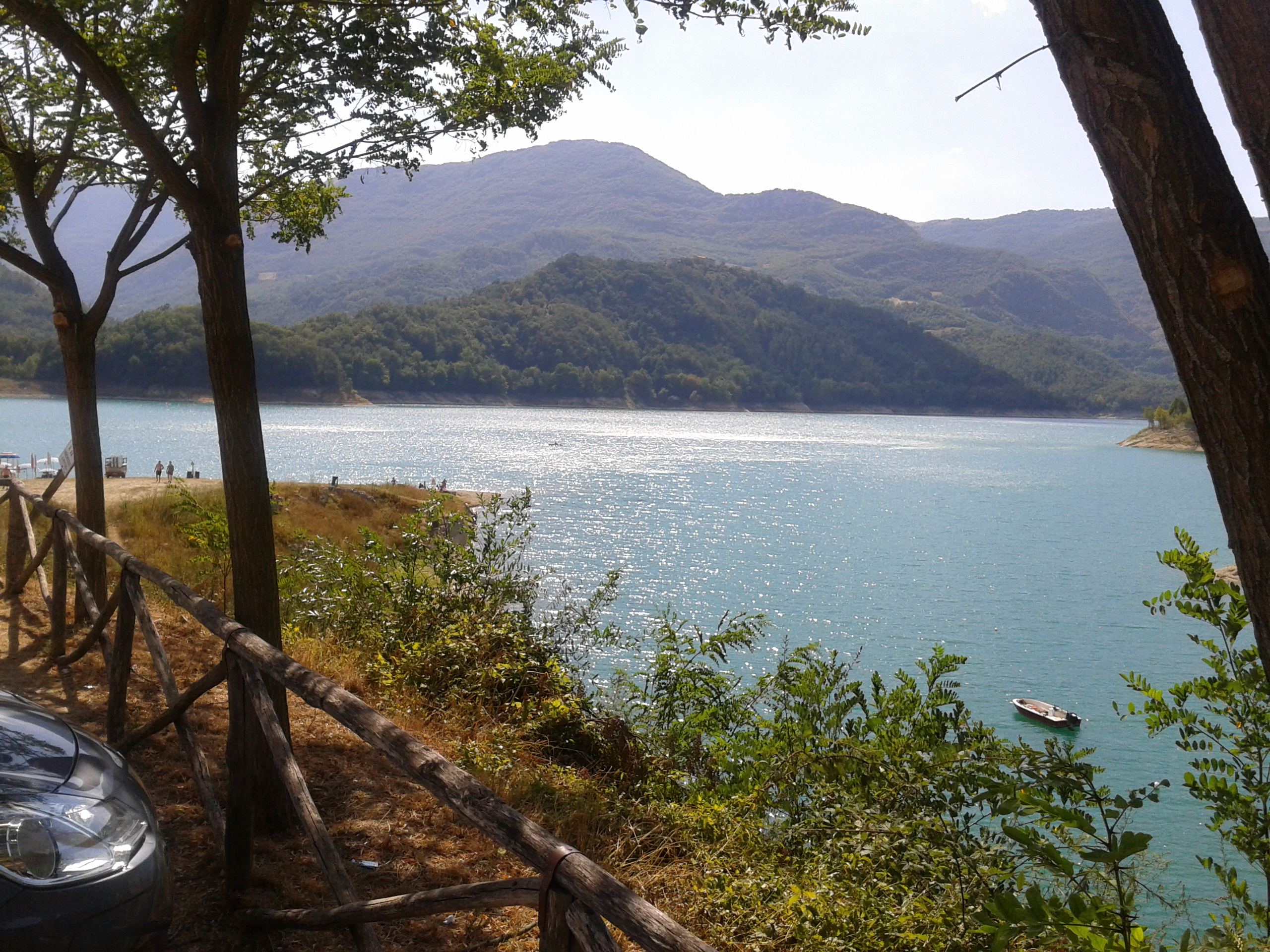
Panorama del Lago del Salto da Borgo San Pietro

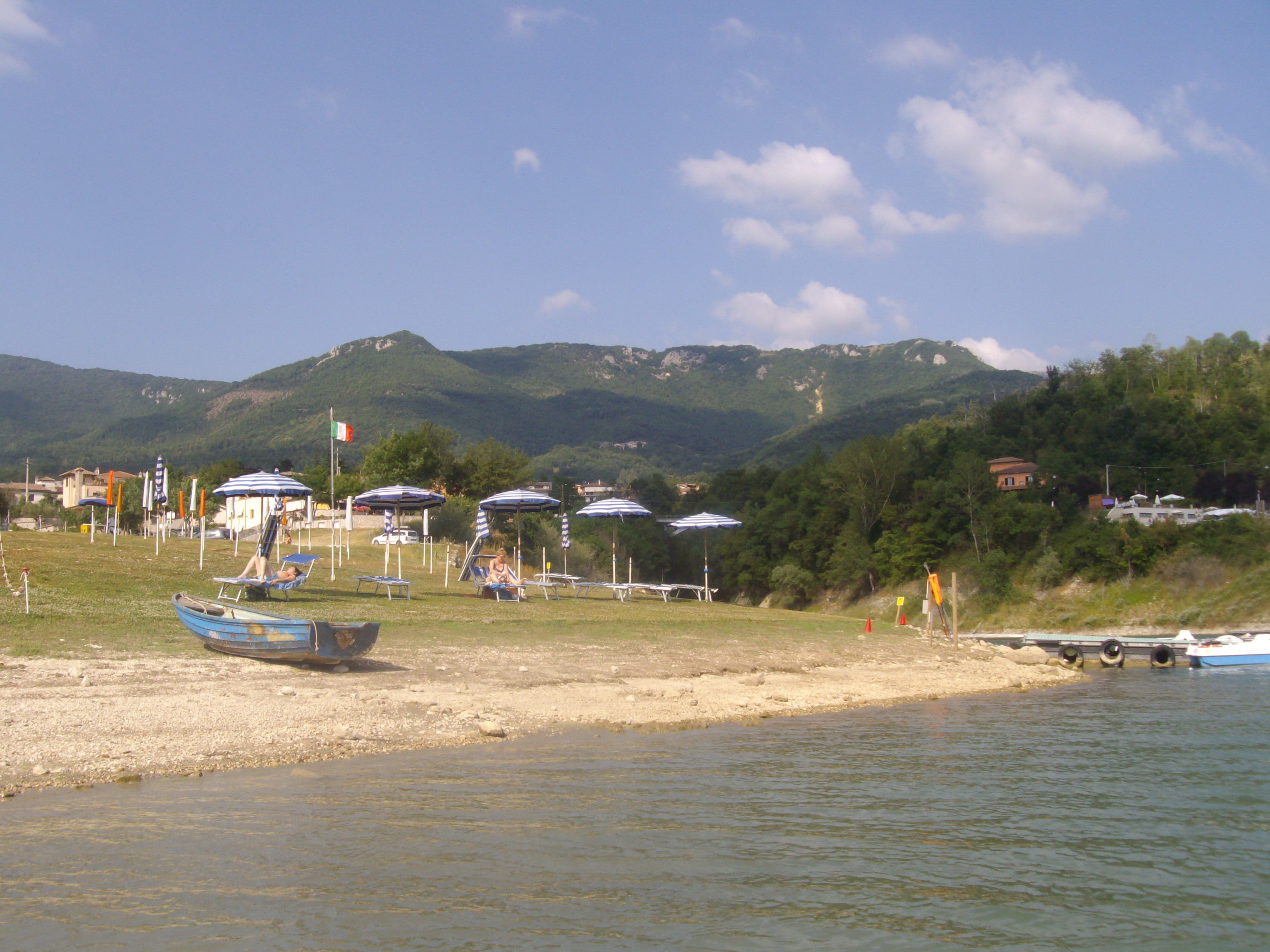
La spiaggia di Borgo San Pietro

Il borgo originariamente si trovava in una vallata ora sommersa dal bacino del Lago del Salto, creato nel 1940 con la costruzione dell'imponente diga artificiale del Salto: l'innalzamento delle acque ha cancellato i centri abitati oltre che di Borgo San Pietro, di Teglieto, Fiumata e Sant'Ippolito, anche queste frazioni di Petrella Salto, ricostruiti poi sulle sponde del lago.
Borgo San Pietro è un esempio di architettura razionalistica italiana in una provincia, quella di Rieti, che durante il fascismo era stata segnata prevalentemente da interventi rurali o forestali. Una grossa lapide presso la diga incisa nella roccia ricorda i morti per la costruzione del possente sbarramento cementizio altro oltre 90 m, e secondo leggende popolari locali all'epoca della sua costruzione era la diga più alta d'Italia. Quasi sulle rive del lago sorge la cappella di Santa Maria delle Grazie restaurata nel 1999.

## Monumenti e luoghi di interesse

### Il Monastero di Santa Filippa Mareri
Sommerso dalle acque l'antico monastero di Santa Filippa Mareri, risalente al XIII secolo. Durante l'estate, quando il livello delle acque del lago si abbassa, parte dell'edificio dell'antico monastero riaffiora. Il monastero è stato ricostruito nel borgo e vi sono stati trasportati alcuni reperti dell'antico monastero tra cui opere d'arte e il corpo della santa. Nel nuovo monastero il corpo della santa è conservata in un'urna all'interno di una cappella con alcune reliquie, tra cui un saio e a parte in una teca il cuore della santa. Nel museo del monastero un vecchio portone e una campana del vecchio monastero risalenti al XVI secolo e diverse opere di Giorgio de Chirico che l'artista ha donato al monastero, tra cui un autoritratto dipinto nel 1960.

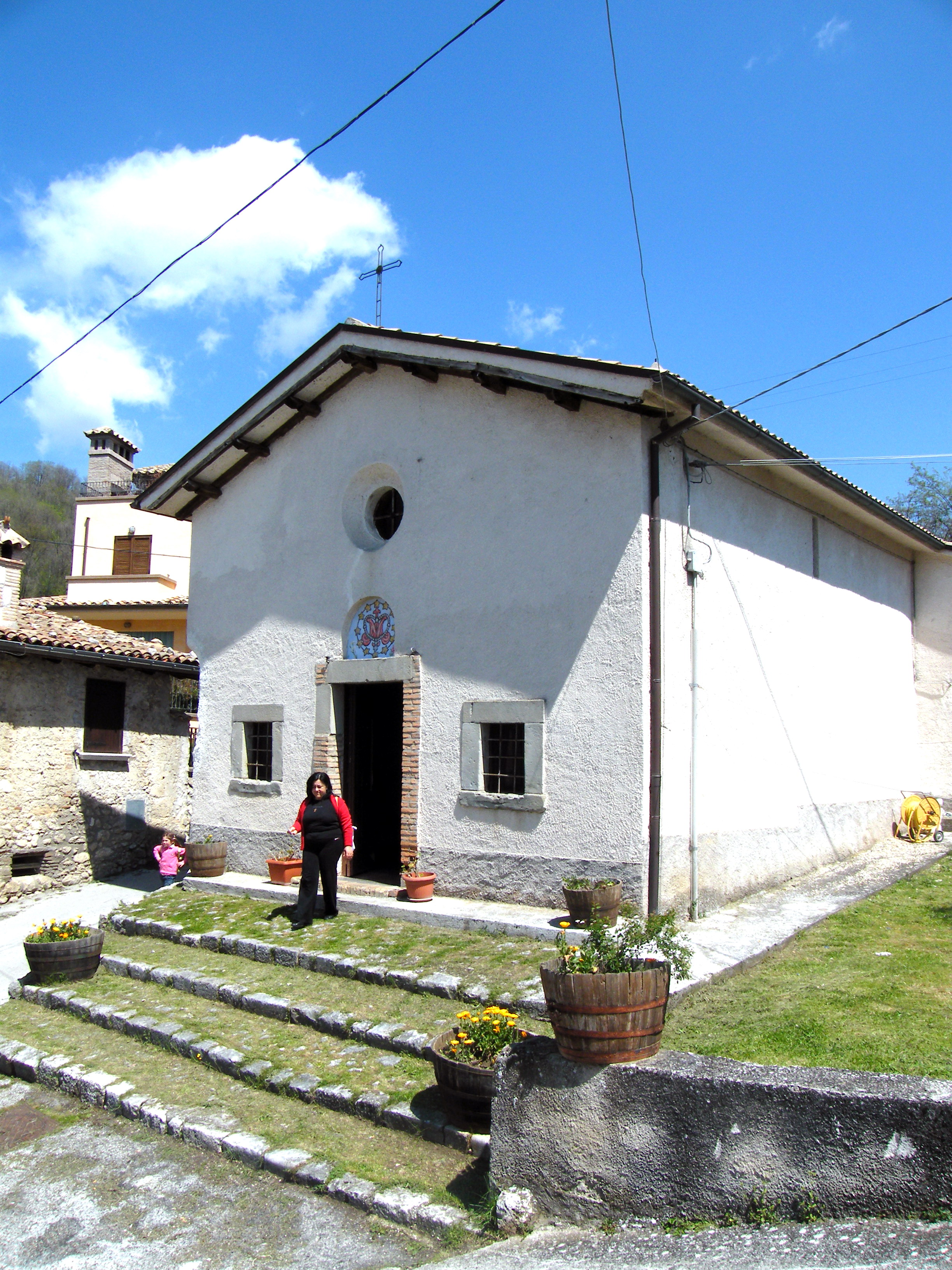
La cappella di S. Maria delle Grazie
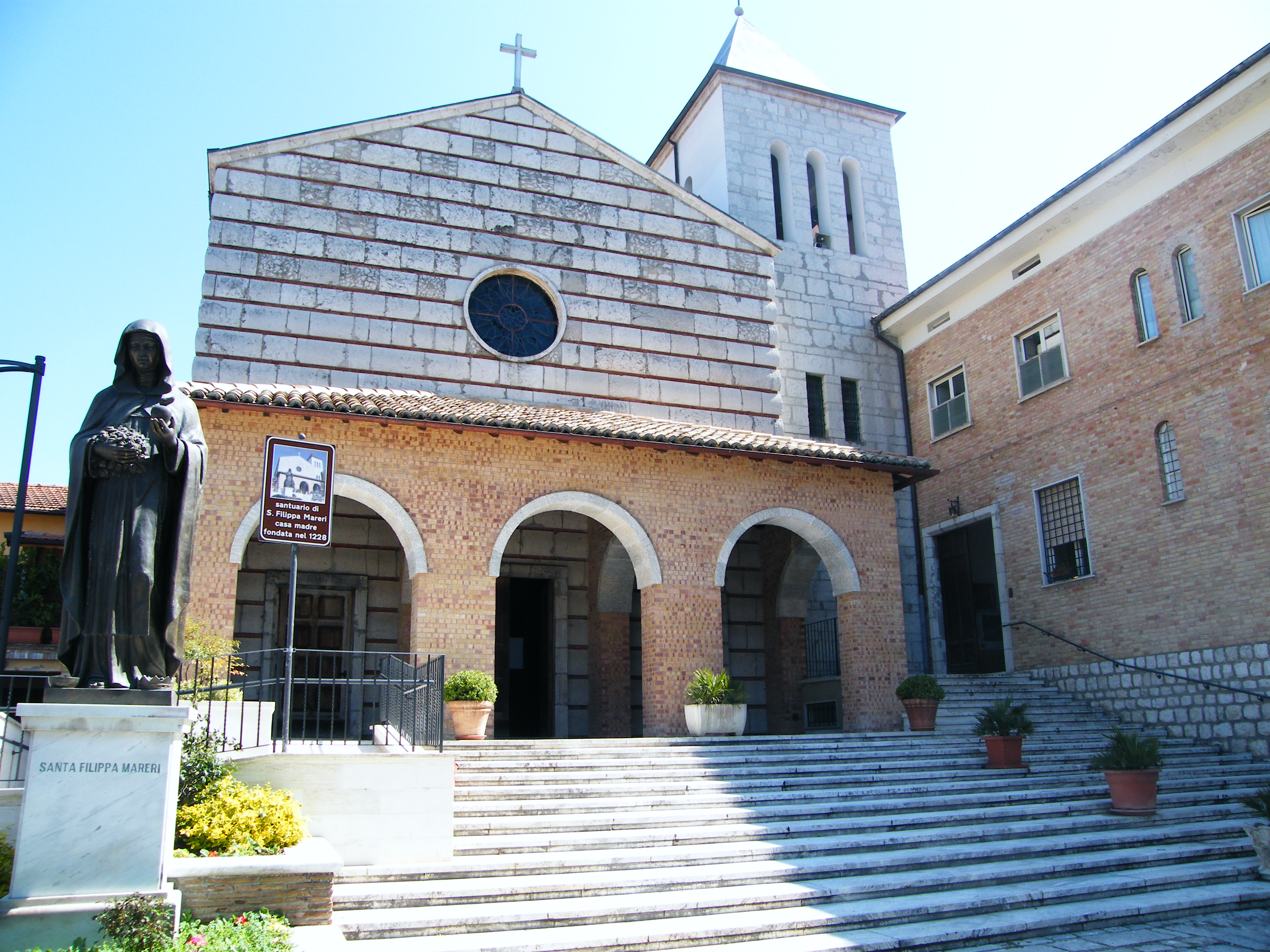
Facciata del Santuario di Santa Filippa Mareri
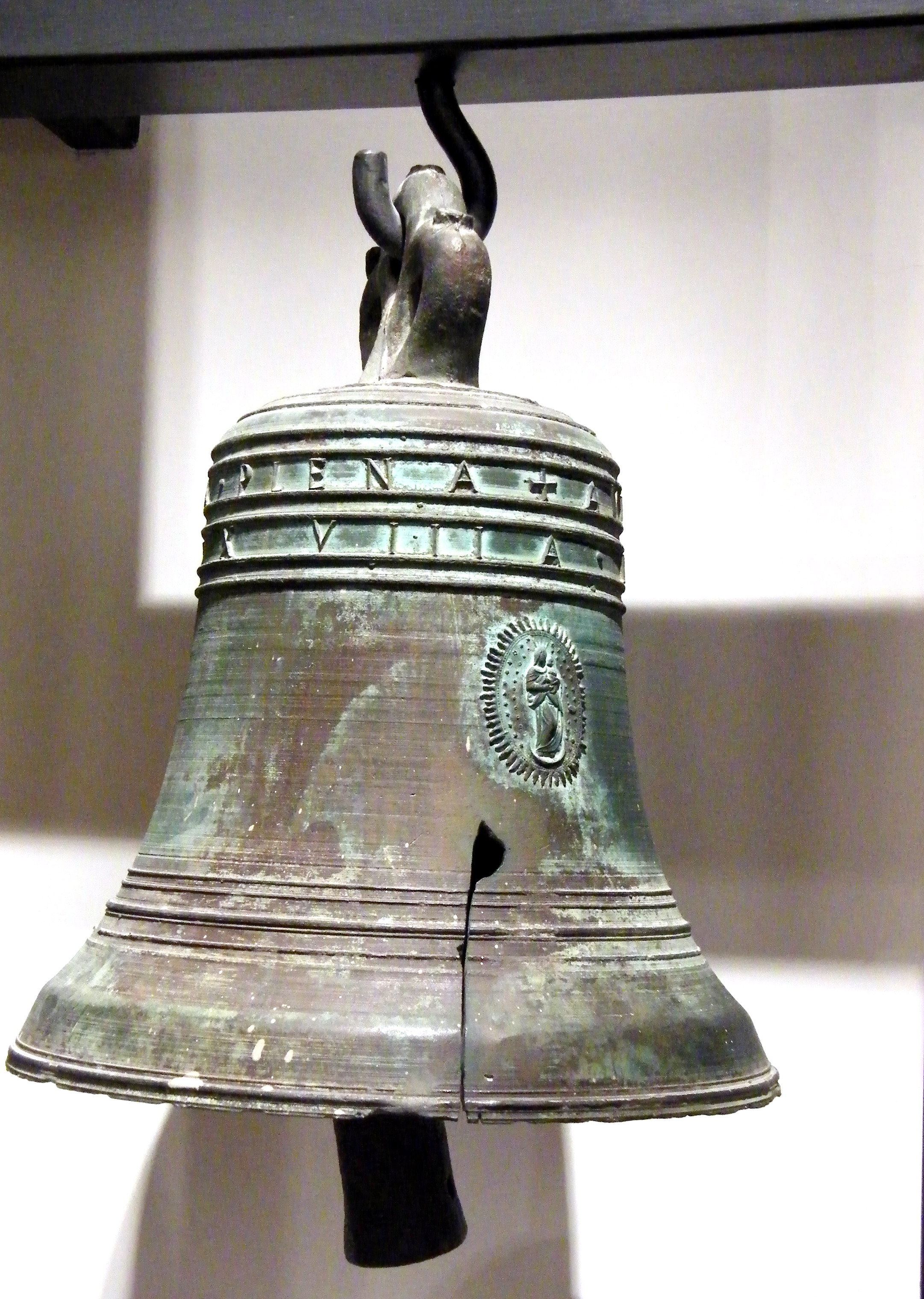
Campana del vecchio monastero
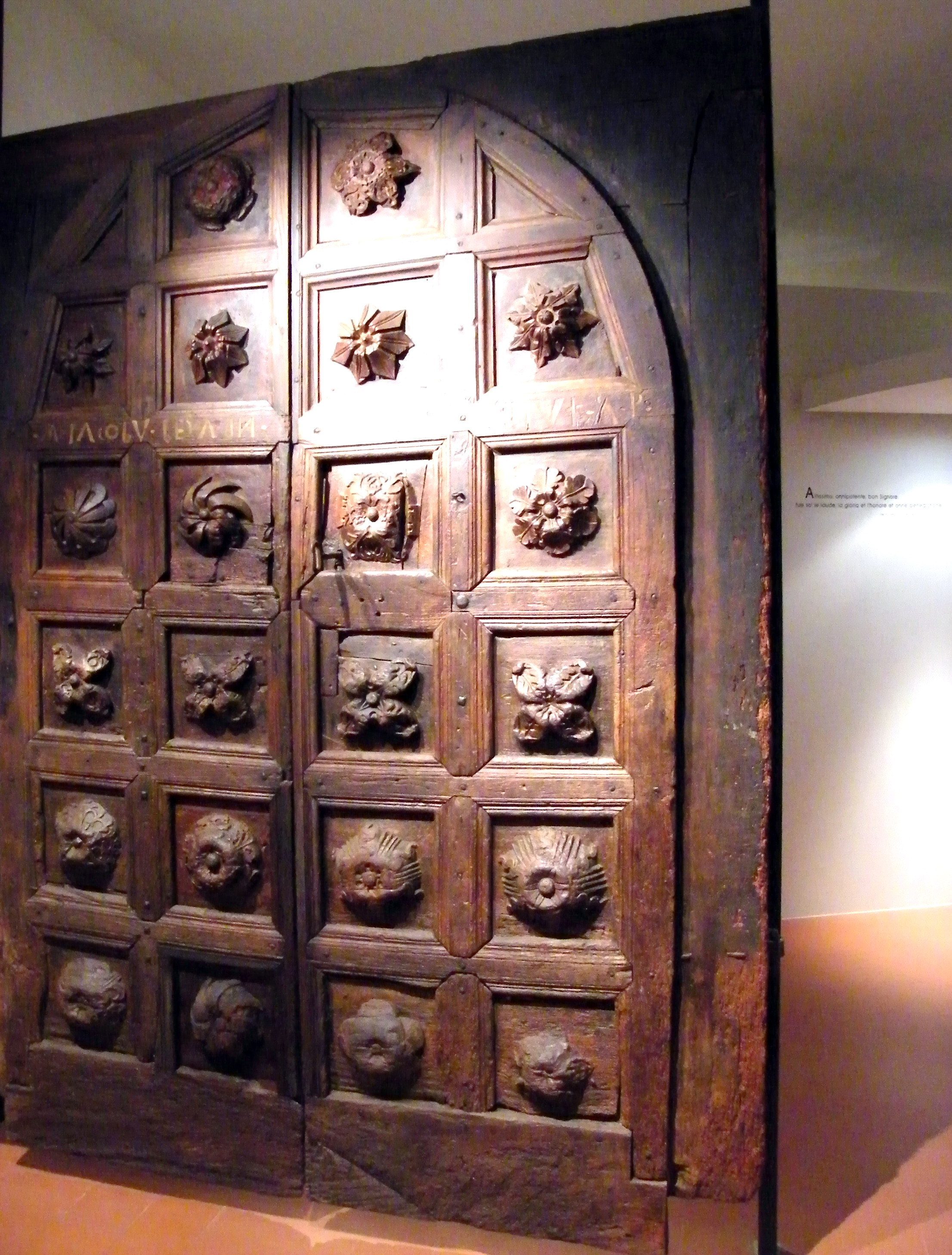
Portone del vecchio monastero

### Turismo
Il borgo ha ora una forte vocazione turistica per la presenza del Lago del Salto; sono infatti presenti spiagge attrezzate con possibilità di noleggiare ombrelloni, lettini e pedalò, aree verdi per il camping e pic-nic. L'accesso alle acque del lago oltre che dalla spiaggia (in alcuni punti di ghiaia e sassi) è facilitata da comode pedane. Presenti anche alcuni ristoranti con interessanti scorci panoramici e alcune piscine all'aria aperta realizzate negli anni 2000.

## Infrastrutture e trasporti

### Strade
La principale arteria stradale a servizio di Borgo San Pietro è la strada statale 578 Salto Cicolana (detta anche "superstrada Rieti-Torano"), una strada a scorrimento veloce che passa a monte dell'abitato, collegandolo da un lato al capoluogo di provincia Rieti e dall'altro al casello dell'autostrada A24 che permette di raggiungere Roma.
Nella sua parte bassa il paese è attraversato dalla strada provinciale 67, che segue tutta la costa del lago e costituiva il collegamento con Rieti e Torano prima della costruzione della superstrada. Da essa si diramano la strada provinciale 22/A che lo collega al capoluogo comunale Petrella Salto e una strada comunale per la frazione Oiano.